# Жужићи (Тињан)
Жужићи (хрв. Žužići, итал. Zusi) су насељено место у општини Тињан, Истарска жупанија, Хрватска.

## Историја
До територијалне реорганизације у Хрватској били су у саставу старе општине Пазин.

## Становништво
У попису становништва из 2011. године, Жужићи су имали 110 становника.
| Број становника према пописима | Број становника према пописима | Број становника према пописима | Број становника према пописима | Број становника према пописима | Број становника према пописима | Број становника према пописима | Број становника према пописима | Број становника према пописима | Број становника према пописима | Број становника према пописима | Број становника према пописима | Број становника према пописима | Број становника према пописима | Број становника према пописима | Број становника према пописима |
| ------------------------------ | ------------------------------ | ------------------------------ | ------------------------------ | ------------------------------ | ------------------------------ | ------------------------------ | ------------------------------ | ------------------------------ | ------------------------------ | ------------------------------ | ------------------------------ | ------------------------------ | ------------------------------ | ------------------------------ | ------------------------------ |
| 1857                           | 1869                           | 1880                           | 1890                           | 1900                           | 1910                           | 1921                           | 1931                           | 1948                           | 1953                           | 1961                           | 1971                           | 1981                           | 1991                           | 2001                           | 2011                           |
| 0                              | 0                              | 150                            | 208                            | 211                            | 246                            | 0                              | 0                              | 274                            | 258                            | 180                            | 147                            | 128                            | 120                            | 110                            | 110                            |

Напомена: Године 1857, 1869, 1921. и 1931. подаци су садржани у насељу Мунтриљ. Године 1890. и 1900. исказивано као део насеља.